# Râul Vadăș, Pârâul Umbros
Râul Vadăș este un afluent al Pârâului Umbros. 

## Hărți
- Harta județului Covasna
- Harta Munții Bodoc-Baraolt  Arhivat în 29 ianuarie 2014, la Wayback Machine.